# Unvigintiljon
Unvigintiljon är talet 10126 i tiopotensnotation, och kan skrivas med en etta följt av 126 nollor, alltså
1 000 000 000 000 000 000 000 000 000 000 000 000 000 000 000 000 000 000 000 000 000 000 000 000 000 000 000 000 000 000 000 000 000 000 000 000 000 000 000 000 000 000.
Ordet unvigintiljon kommer från det latinska prefixet unviginti- (tjugoett) och med ändelse från miljon.
En unvigintiljon är lika med en miljon vigintiljoner eller en miljondel av en duovigintiljon.
En unvigintiljondel är 10−126 i tiopotensnotation.